# 北美魔法史
《北美魔法史》（英語：The History of Magic in North America）是英國作家J·K·羅琳撰寫的短篇小說，於2016年3月8日至11日內以互動電子書形式發表於Pottermore，內容敘述美國魔法世界的概況，為當年上映的電影《怪獸與牠們的產地》提供了背景資訊。

## 內容簡介
《北美魔法史》內容共分為四個章節：
第一章〈十四世紀至十七世紀魔法世界〉（Fourteenth Century – Seventeenth Century）提到了美國原住民與歐洲魔法界的關係，在17世紀的歐洲人移居美洲前，雙方的魔法界早已知道了彼此的存在。北美魔法界的巫師擅長於動物和植物的相關魔法，歐洲巫師則擅長於使用魔杖。「皮行者」則是原住民裡的化獸師。
第二章〈十七世紀與其後〉（Seventeenth Century and Beyond）提及了美國魔法協會（MACUSA）成立的原因。
第三章〈皮行者的法則〉（Rappaport's Law）提及1790年代美國魔法協會首席艾蜜莉·拉帕波特制定的「拉帕波特法律」，以隔離巫師和莫魔（即麻瓜）成立的原因。
第四章〈1920年代的美國巫師世界〉（1920s Wizarding America）則論及1920年代的情況。

## 爭議
在《北美魔法史》推出後，其中涉及美國原住民的描述引發了一些爭議。包括作者羅琳把原住民的傳統習俗跟巫術給混淆，又將納瓦霍族的民間傳說「皮行者」於故事裡稱為「北美麻瓜所創造出來的幻想」；這種作法遭到了一些批評，如布朗大学研究员、原住民學者艾德里安·基恩博士（Dr. Adrienne Keene）說皮行者在原住民文化裡有其特定的歷史脈絡，不該被隨意挪用。基恩博士亦認為羅琳在故事裡的用詞「美洲原住民部落」（The Native American community）稱法不恰當。但有一些羅琳小說的書迷覺得批評者「反應過度」了，指出這些小說資訊本來就是羅琳虛構的。

## 相關作品
2016年6月20日，羅琳再度於Pottermore發布相關的短篇作品〈北美魔法學校〉（the North American wizarding school），描述英國霍格華茲魔法學校史萊哲林學院創始人薩拉札·史萊哲林的後代薩依瑞（Isolt Sayre）隨著五月花號的清教徒一同抵達美洲，並在當地建立一所北美的魔法學校——伊法魔尼魔法與巫術學校。

## 外部連結
- History of Magic in North America（页面存档备份，存于）（英文）
- J.K. 羅琳全新魔法故事《北美魔法歷史》公開預告（中文）